# العاملون (كتاب)
العاملون: القصة الداخلية الهمجية والمرعبة لحرب أمريكا في أفغانستان (بالإنجليزية: The Operators: The Wild and Terrifying Inside Story of America's War in Afghanistan)‏ هو كتابٌ غير خياليٍ صدر عام 2012 للصحفي الأمريكي مايكل هاستينغز. حوّل الكتاب إلى الفيلم الخيالي آلة حرب (2017).

## وصف
يعرض كتاب «العاملون (بالإنجليزية: The Operators)‏» تفاصيل رحلات المؤلف مع الجنرال ستانلي مكريستال وفريقه في أبريل/نيسان 2010. يتضمن الكتاب اقتباساتٍ موسعة من أكثر من 20 ساعة من التسجيلات الصوتية لمكريستال ودائرته الداخلية.

## النقد
وصفته ذا ديلي بيست بأنه "كتابٌ ذو عواقب عظيمة... يبدو أنَّ العاملين يقدرون الانضمام إلى مجموعة أدبيات الحرب العالمية على الإرهاب (GWOT)." أما في وول ستريت جورنال، انتقد المراجع مارك مويار [الإنجليزية] الكتاب قائلاً: "على عكس العديد من المراسلين الآخرين الذين يغطون أفغانستان، لم يستثمر السيد هاستينغز الجهد المطلوب لفهم تعقيدات الحرب". فشلت الصحيفة في الكشف عن أنَّ مارك مويار كان مستشارًا للجيش الأمريكي، وعمل لدى الجنرال بتريوس والجنرال كالدويل. أصبح الكتاب من أكثر الكتب مبيعُا في نيويورك تايمز.

## الفيلم
أُعلنَّ في 14 أبريل/نيسان 2014 بأنَّ ديفيد ميشود سيكتب ويُخرج فيلم «The Operators»، والذي أُعيد تسميته لاحقًا إلى «War Machine» (بالعربية: آلة حرب). أُنتج الفيلم عام 2017 بتشاركٍ بين بي بلان إنترتينمينت ونيو ريجينسي [الإنجليزية] ونتفليكس ورات باك للترفيه، كما قام براد بيت دور البطولة.

## روابط خارجية
- الموقع الرسمي